# Bedzan
El pueblo Bedzan (en singular Medzan), también conocidos como Tikar (no confundir con el pueblo bantoide Tikar), son un pueblo pigmeo (o quizá pigmoideo) de Camerún. La comunidad Bedzan se encuentra principalmente asentada en la villa de Yoko, en la llanura de Tikar, en Mbam-et-Kim que pertenece al departamento de la región del Centro y se estima que cuenta con entre 250 y 1.200 miembros. Viven en la frontera entre el bosque y la sabana, y su idioma es un dialecto de la lengua Tikar, que está relacionado con las lenguas bantúes.
Aunque no son especialmente bajos en estatura —al menos ya no— se considera a los Bedzan pigmeos debido a sus vínculos históricos con el bosque y sus características culturales tales como su música.